# Ed Melvin
Edward Michael "Ed" Melvin (nacido como Edward Milkovich; Pittsburgh, Pensilvania, 13 de febrero de 1916-Toledo, Ohio, 30 de julio de 2004) fue un jugador y entrenador de baloncesto estadounidense que disputó una temporada en la NBA, además de ejercer como entrenador en la NCAA durante 17 temporadas. Con 1,75 metros de estatura, jugaba en la posición de base.

## Trayectoria deportiva

### Universidad
Jugó durante tres temporadas con los Dukes de la Universidad Duquesne, siendo junto a Moe Becker y Walt Miller los primeros jugadores salidos de dicha institución en jugar en la BAA o la NBA.

### Profesional
En 1946, ya con 30 años, fichó por los Pittsburgh Ironmen de la recién creada BAA, con los que jugó la única temporada del equipo en la liga, en la que promedió 4,9 puntos por partido.

#### Estadísticas en la BAA

##### Temporada regular
| Temporada | Edad | Equipo             | Liga | P  | TIT | MIN | TC  | TCA | %TC  | 3P | 3PA | %3P | TL  | TLA | %TL  | R.OF. | R.DEF. | REB | ASIS | ROB | TAP | PER | FP  | PTS |
| 1946-47   | 30   | Pittsburgh Ironmen | BAA  | 57 |     |     | 1.7 | 6.6 | .263 |    |     |     | 1.5 | 2.2 | .654 |       |        |     | 0.6  |     |     |     | 2.6 | 4.9 |
| Total     |      |                    | BAA  | 57 |     |     | 1.7 | 6.6 | .263 |    |     |     | 1.5 | 2.2 | .654 |       |        |     | 0.6  |     |     |     | 2.6 | 4.9 |

### Entrenador
Ejerció durante 17 temporadas como entrenador en la NCAA, seis años en la Universidad St. Bonaventure y otros once en la Universidad de Toledo (Ohio), consiguiendo en total 222 victorias y 179 derrotas.